# Accidente del Antonov An-26 de la Fuerza Aérea Sudanesa en 2025
El 25 de febrero de 2025, un Antonov An-26 de la Fuerza Aérea Sudanesa se estrelló en una zona residencial en Omdurmán, Sudán, poco después de despegar de la base aérea de Wadi Seidna. Las autoridades sudanesas han confirmado al menos 46 muertes.

## Antecedentes
El ejército sudanés ha estado involucrado en un conflicto contra las Fuerzas Paramilitares de Apoyo Rápido (RSF) desde abril de 2023, lo que ha provocado una crisis humanitaria generalizada.Se estima que en febrero de 2025 habrá casi 13 millones de personas desplazadas.
Se considera que Sudán tiene un pobre historial de seguridad aérea,  en gran medida debido al mal mantenimiento y al envejecimiento de las aeronaves. 

## Pasajeros y tripulación
Se informó que el Antonov An-26 transportaba a varios oficiales de alto rango de las Fuerzas Armadas Sudanesas y una tripulación junto con civiles. 
Se informó que se dirigía a Puerto Sudán.  Entre los pasajeros se encontraban el comandante superior, el general Bahr Ahmed, un comandante de alto rango que anteriormente era comandante de las fuerzas en la capital, Jartum, y el oficial militar de alto rango, el teniente coronel Awad Ayoub. 

## Accidente
El avión se estrelló alrededor de las 20:40 hora local, poco después de despegar de la base aérea de Wadi Seidna contra una casa en el bloque 75 de la zona de viviendas Al-Thawra en la zona de Al-Iskan de Karari, Omdurmán.   Testigos presenciales informaron que el avión volaba a una altitud relativamente baja antes de caer en picado y incendiarse.    Fuentes militares dijeron a Reuters que la causa probable fue un fallo técnico. 
También se informó de la muerte de veintinueve civiles en tierra en el accidente, mientras que se informó de daños en viviendas cercanas al barrio donde se estrelló el avión.   Entre los muertos habían mujeres y niños.  El accidente también provocó cortes de electricidad en barrios cercanos.  Otras 10 personas resultaron heridas. 

## Reacciones
El Ministerio de Salud de Sudán publicó un comunicado en el que afirmaba que "se siguen realizando esfuerzos de búsqueda para encontrar a los mártires que aún permanecen bajo los escombros". Los bomberos apagaron un incendio limitado al lugar. 